# Adolf Baumgartner
Adolf Baumgartner (Lörrach, 15 giugno 1855 – Basilea, 16 dicembre 1930) è stato un filologo classico e storico tedesco naturalizzato svizzero.
Fu amico del filosofo Friedrich Nietzsche e, successivamente, dello storico Jacob Burckhardt. Divenne suocero dello storico Emil Dürr, il quale sposò sua figlia, Maria Baumgartner, e pubblicò nel 1932 una monografia su di lui.